# Carte postale (album)
Pour les articles homonymes, voir Carte postale (homonymie).
Albums de Francis Cabrel
Fragile
(1980) Quelqu'un de l'intérieur
(1983)
Singles
1. Carte Postale
Sortie : 1981
2. Répondez-moi
Sortie : 1982

Carte postale est le quatrième album de Francis Cabrel sorti en 1981.

## Liste des pistes
Toutes les paroles sont écrites par Francis Cabrel.
| 1.    | Carte postale                                | Francis Cabrel            | 4:22 |
| 2.    | Même si j'y reste                            | Francis Cabrel            | 3:52 |
| 3.    | Elle s'en va vivre ailleurs                  | Francis Cabrel            | 3:26 |
| 4.    | Répondez-moi                                 | Francis Cabrel            | 4:29 |
| 5.    | Ma place dans le trafic                      | Francis Cabrel            | 3:16 |
| 6.    | Chandelle                                    | Francis Cabrel            | 4:07 |
| 7.    | Comme une madone oubliée                     | Francis Cabrel            | 4:32 |
| 8.    | Tu es toujours la même (la prêtresse gitane) | Georges Augier de Moussac | 4:27 |
| 9.    | Chauffard                                    | Francis Cabrel            | 3:14 |
| 10.   | Je m'ennuie de chez moi                      | Jean-Pierre Bucolo        | 3:12 |
| 38:57 |                                              |                           |      |

## Personnel

### Musiciens
- Francis Cabrel : chant, guitare acoustique
- Jean-Pierre Bucolo : guitare acoustique, guitare électrique
- René Lebhar : guitares
- Georges Augier de Moussac : basse
- Jean-Yves Bikialo : claviers
- Patrick Bourgoin : saxophone
- Roger Secco : batterie, chœurs
- Malando Gassama : percussions

## personnel additionnel
- Claude Engel : guitare acoustique pour la chanson Chandelle
- Georges Rodi : programmation synthétiseurs
- Gérard Bikialo : arrangements et direction cordes

### Crédits
- Enregistré à Super Bear Studio (France)
- Mixé à Jam Studio de Londres
- Ingénieurs : John et Chells
- Réalisation pochette : Guy Bariol
- Photos, direction artistique : Guy Pons (EDITIONS 31)

## Certifications
| Pays          | Certification | Ventes  | Date |
| ------------- | ------------- | ------- | ---- |
| France (SNEP) | 2 × Platine   | 600 000 | 1994 |